# Communauté de communes du Massif du Vercors
Pour les articles homonymes, voir Vercors.
La Communauté de Communes du Massif du Vercors (CCMV) est une communauté de communes française, située dans le département de l'Isère et la région Auvergne-Rhône-Alpes. Son siège est fixé dans la commune de Villard-de-Lans.

## Historique
Tout d'abord, ce regroupement de communes fut qualifié de syndicat de communes sous le nom de Syndicat intercommunal du Plateau (SIP) et commença son existence avec les Jeux olympiques d'hiver de 1968 de Grenoble en présentant une assemblée de douze membres élus des sept communes concernées.
Ensuite, afin d'être plus autonome financièrement (notamment au niveau de la fiscalité), le SIP s'est transformé le 24 décembre 1993 en district du Plateau de Villard-de-Lans (D.P.V) avec dix-sept membres.
Une nouvelle étape fut franchie le 1er janvier 2001 en transformant ce district, afin de disposer d'une fiscalité propre et de bénéficier de dotations d'état, en Communauté de Communes du Massif du Vercors (CCMV) qui compte depuis 2016 six communes, à la suite de la fusion de Méaudre et d'Autrans au sein de la commune nouvelle d'Autrans-Méaudre en Vercors.
- Autrans-Méaudre en Vercors
- Corrençon-en-Vercors
- Engins
- Lans-en-Vercors
- Saint-Nizier-du-Moucherotte
- Villard-de-Lans

## Territoire communautaire

### Géographie
L'ensemble du territoire de cette communauté de communes appartient au massif et au parc naturel régional du Vercors, situées dans les Préalpes françaises, elles-mêmes situées dans le Sud-Est de la France.
Le territoire, fait intégralement partie de la circonscription territoriale du département de l'Isère, même si cette communauté se situe essentiellement sur la bordure occidentale du département, à la frontière avec le département voisin de la Drôme. 
Ce territoire est également connu sous son nom local du Pays des Quatre-Montagnes, Plateau du Vercors, Vercors 4 Montagnes ou de Val de Lans. Le 45e parallèle traverse le territoire intercommunal, dans le secteur montagneux dit des « Deux Sœurs », situé entre Corrençon-en-Vercors et Villard-de-Lans.

### Composition
La communauté de communes est composée des 6 communes suivantes :

| Nom                         | Code Insee | Gentilé       | Superficie (km2) | Population (dernière pop. légale) | Densité (hab./km2) |
| --------------------------- | ---------- | ------------- | ---------------- | --------------------------------- | ------------------ |
| Villard-de-Lans (siège)     | 38548      | Villardiens   | 67,2             | 4 365 (2022)                      | 65                 |
| Autrans-Méaudre en Vercors  | 38225      |               | 77,89            | 3 005 (2022)                      | 39                 |
| Corrençon-en-Vercors        | 38129      | Corrençonnais | 39,34            | 368 (2022)                        | 9,4                |
| Engins                      | 38153      | Enginois      | 20,64            | 429 (2022)                        | 21                 |
| Lans-en-Vercors             | 38205      | Lantiers      | 38,67            | 2 698 (2022)                      | 70                 |
| Saint-Nizier-du-Moucherotte | 38433      | Saint-Nizards | 11,26            | 1 132 (2022)                      | 101                |

### Démographie
| 1968  | 1975  | 1982  | 1990  | 1999  | 2009   | 2014   | 2021   |
| ----- | ----- | ----- | ----- | ----- | ------ | ------ | ------ |
| 5 957 | 6 656 | 7 390 | 8 234 | 9 951 | 11 439 | 11 698 | 11 967 |

## Administration

### Siège
Le siège de l'intercommunalité est à Villard-de-Lans, 19 Chemin de la Croix Margot dans les nouveaux locaux ouverts à l'été 2012 près du grand parking de la rue piétonne.

### Élus
La communauté de communes est administrée par son conseil communautaire, composé depuis 2020 de 29 conseillers municipaux représentant les 6 communes membres, répartis sensiblement en fonction de leur population :
- 10 membres pour Villard-de-Lans ;
- 7 membres pour Autrans-Méaudre en Vercors ;
- 6 membres pour Lans-en-Vercors ;
- 3 membres pour Saint-Nizier-du-Moucherotte ;
- 1 membre pour Corrençon-en-Vercors ;
- 2 membres pour Engins.

Après les élections municipales de 2014, le conseil communautaire du 7 avril 2014 a réélu son président, Pierre Buisson, maire de Méaudre. Celui-ci ayant démissionné, le conseil communautaire du 13 décembre a élu son successeur, Franck Girard, maire de Saint-Nizier-du-Moucherotte. 
Pour le mandat 2020-2026, Franck Girard a été réélu Maire de Saint-Nizier-du-Moucherotte et Président de la Communauté de communes du massif du Vercors, ainsi que ses 5 vice-présidents, qui sont :
1. Michael Kraemer, Maire de Lans-en-Vercors, 1er Vice-Président en charge de la stratégie, du développement de la promotion touristique.
2. Hubert Arnaud, Maire d'Autrans-Méaudre en Vercors, 2ème Vice-Président en charge de l'environnement.
3. Arnaud Mathieu, Maire de Villard-de-Lans, 3ème Vice-Président en charge du développement économique, de l'emploi, du PLUi-H (Plan local d'urbanisme intercommunal et son volet Habitat).
4. Thomas Guillet, Maire de Corrençon-en-Vercors, 4ème Vice-Président en charge de l'événementiel, des équipements et des partenariats sportifs.
5. Stéphane Falco, Maire d'Engins, 5ème Vice-Président en charge des moyens généraux et des ressources humaines.

Le bureau de l'intercommunalité pour la fin de la mandature 2020-2026 est donc composé des maires ou maire-délégué de chacune des six communes fondatrices de la communauté.
Depuis le 8 juillet 2022, les 3 conseillers délégués (Véronique Riondet, Jean-Paul Uzel et Pierre Weick) sont devenus Vice-Présidents. Ils sont 29 au total à siéger au sein du Conseil communautaire.
6. Véronique Riondet, 6ème Vice-Présidente en charge de la jeunesse et la vie locale. 
7. Jean-Paul Uzel, 7ème Vice-Président en charge de l'agriculture et de la forêt. 
8. Pierre Weick, 8ème Vice-Président en charge de la transition énergétique et la mobilité. 

### Liste des présidents
| Période       | Période                       | Identité       | Étiquette | Qualité                                                                                           |
| ------------- | ----------------------------- | -------------- | --------- | ------------------------------------------------------------------------------------------------- |
| 2001          | 2008                          | Jean Faure     | UMP       | Maire d'Autrans (1983 → 2008) Sénateur (1983 → 2011)                                              |
| 2008          | décembre 2016                 | Pierre Buisson | DVD       | Maire de Méaudre (2001 → 2015) Conseiller général de Villard-de-Lans (2004 → 2013) Démissionnaire |
| décembre 2016 | En cours (au 16 janvier 2018) | Franck Girard  | SE        | Chef d'entreprise Maire de Saint-Nizier-du-Moucherotte (2001 →)                                   |

### Compétences
L'intercommunalité exerce les compétences qui lui ont été transférées par les communes membres, dans les conditions déterminées par le Code général des collectivités territoriales. Il s'agit de :
- Aménagement de l’espace : documents d’urbanisme (schéma de cohérence territoriale...), zones d’aménagement concerté (ZAC), mise en œuvre d’une mission «  Paysage bâti et urbanisme  », réflexion prospective sur l’aménagement de l’espace ;
- Développement économique : zones d’activités, politique locale du commerce et soutien aux activités commerciales d’intérêt communautaire, promotion du tourisme, dont la création d’offices de tourisme, promotion économique, soutien aux manifestations médiatiques qui ont un impact économique et touristique, études et politique de développement, équipements visant à maintenir ou à développer l’activité économique de la communauté et à favoriser un développement durable du territoire, infrastructures et de réseaux de communications électroniques ;
- Gestion des milieux aquatiques et prévention des inondations (GEMAPI) ;
- Aires d’accueil des gens du voyage ;
- Collecte et traitement des déchets des ménages et des déchets assimilés ;
- Logement et cadre de vie : outils de programmation et d’études de l’habitat, gestion du Comité Local de l’Habitat, actions favorisant le logement des travailleurs saisonniers et des jeunes en formation, investissements relatifs à la Cité scolaire, équipements de télé et radio diffusion, études et travaux préparatoires relatifs au cadre de vie, aux personnes âgées, à la santé, à l’enfance et à la jeunesse, médiathèque tête de réseau, animation et informatisation du réseau des bibliothèques, politiques contractuelles et d’aides en direction des associations d’intérêt communautaire dans le cadre du logement et du cadre de vie ;
- Équipements culturels et sportifs ;
- Actions sociales : locaux d'accueil de personnes âgées , actions de petite enfance, enfance, jeunesse liées aux contrats conclus avec la Caisse d’allocations familiales, la Direction départementale de la cohésion sociale ou tout autre organisme, relais des assistantes maternelles (RAM) P’tit Patapam, la ludothèque Jeux M’amuse, les établissements permanents d’accueil du jeune enfant, l’accueil de loisirs Activ’Ados, les actions de proximité à destination des jeunes, le Point accueil écoute jeunes (PAEJ) ;
- Maisons de service au public ;
- Financement du service départemental d'incendie et de secours
- NTIC, site internet ;
- Assainissement.

### Régime fiscal et budget
La Communauté de communes est un établissement public de coopération intercommunale à fiscalité propre.
Afin de financer l'exercice de ses compétences, l'intercommunalité perçoit la fiscalité professionnelle unique (FPU) – qui a succédé à la taxe professionnelle unique (TPU) – et assure une péréquation de ressources entre les communes résidentielles et celles dotées de zones d'activité.
Elle perçoit également une redevance d'enlèvement des ordures ménagères (REOM), qui finance le fonctionnement de ce service public, ainsi qu'une bonification de la dotation globale de fonctionnement (DGF).

### Effectifs
Pour l'exercice de ses compétences, l'intercommunalité salariait cinquante agents soit quarante-sept équivalent temps plein le 31 décembre 2016.